# Niklas Potrafke
Niklas Potrafke (* 31. Mai 1980 in Berlin) ist ein deutscher Volkswirtschafter und Hochschullehrer für Volkswirtschaftslehre, insbesondere Finanzwissenschaft, an der Ludwig-Maximilians-Universität München. Zudem ist er Bereichsleiter für „Öffentliche Finanzen“ am Ifo Institut.

## Leben
Niklas Potrafke erwarb im Jahr 2001 das Vordiplom im Fach Wirtschaftswissenschaften an der Fernuniversität in Hagen. Das Diplom im Fach Volkswirtschaftslehre erwarb er 2004 an der Humboldt-Universität zu Berlin. 2008 wurde er in Volkswirtschaftslehre an der Humboldt-Universität Berlin von Charles B. Blankart promoviert. Seine Dissertation verfasste er zum Thema „Konvergenz in der deutschen Finanz- und Sozialpolitik?“. Die Promotion wurde im Rahmen eines Promotionsstipendiums von der Konrad-Adenauer-Stiftung gefördert. Potrafke absolvierte das Berlin Doctoral Program in Economics and Management Science und war Gastwissenschaftler am Deutschen Institut für Wirtschaftsforschung (DIW) in Berlin.
Studien- und Forschungsaufenthalte führten ihn an die University of California, Berkeley, die ETH Zürich und KOF Konjunkturforschungsstelle sowie an die Universität Groningen.
Von 2008 bis 2012 war er Assistent am Lehrstuhl für Politische Ökonomie von Heinrich W. Ursprung an der Universität Konstanz.
Seit April 2012 ist Potrafke Professor für Finanzwissenschaft an der LMU München und Leiter des Bereiches „Öffentlicher Sektor“ am Münchener ifo Institut. Seine Forschungsinteressen gelten der Politischen Ökonomie, Finanzwissenschaft und Wirtschaftspolitik. 2014 wurde er vom Wirtschaftsmagazin Capital und der Zeitung Die Welt als einer der Toptalente „Top 40 unter 40“ in Deutschland genannt.

## Forschung
In seiner Forschung hat sich Niklas Potrafke schwerpunktmäßig mit der Frage beschäftigt, inwieweit die parteipolitische Zusammensetzung von Regierungen und Wiederwahlmotive von Politikern Wirtschaftspolitik beeinflussen. Wichtige Forschungsgegenstände sind ebenso die Auswirkungen der Globalisierung auf ökonomische Zielgrößen wie Arbeits- und Produktmarktderegulierung sowie gesellschaftspolitische Entwicklungen wie Gleichberechtigung zwischen den Geschlechtern. Ebenfalls untersucht hat Niklas Potrafke, wie sich Religion und politische Institutionen auf gesellschaftspolitische Entwicklungen auswirken.
Neuer Forschungsschwerpunkt am ifo Institut ist die Staatsschuldenkrise. Niklas Potrafke und seine Mitarbeiter untersuchen u. a., inwieweit die von Regierungen betriebenen Finanzpolitiken langfristig nachhaltig sind.

## Veröffentlichungen (Auswahl)
- Minority positions in the German Council of Economic Experts: A political economic analysis. In: European Journal of Political Economy. 31, 2013, S. 180–187. doi:10.1016/j.ejpoleco.2013.05.001.
- Globalization and Labor Market Institutions: International Empirical Evidence In: Journal of Comparative Economics. 41, Nr. 3, 2013, S. 829–842.
- The growth of public health expenditures in OECD countries: Do government ideology and electoral motives matter? (PDF; 421 kB) In: Journal of Health Economics. 29, Nr. 6, 2010, S. 797–810. doi:10.1016/j.jhealeco.2010.07.008
- Does government ideology influence political alignment with the US? An empirical analysis of voting in the UN General Assembly. In: Review of International Organizations. 4, Nr. 3, 2009, S. 245–268. doi:10.1007/s11558-009-9066-5
- Did globalization restrict partisan politics? An empirical evaluation of social expenditures in a panel of OECD countries. In: Public Choice. 140, Nr. 1–2, 2009, S. 105–124. doi:10.1007/s11127-009-9414-2